# Richard Saurel
Richard Saurel est un mécanicien théoricien français connu pour ses travaux en physique mathématique dans le domaine du calcul numérique en mécanique des fluides.
Ses domaines de compétence sont les écoulements multiphasiques, la cavitation, les détonations, la construction d’équations d’état, les interfaces entre fluides ainsi que les méthodes numériques sur les systèmes hyperboliques conservatifs ou non-conservatifs  et à relaxation raide.

## Biographie
Richard Saurel obtient un diplôme d'ingénieur de l'école polytechnique universitaire d'Aix-Marseille en tant que major de promotion, en 1988. Il soutient une thèse de doctorat en 1990 puis une habilitation à diriger des recherches en 1995 à l'université de Provence Aix-Marseille I.
Il est maître de conférences puis professeur de cette université depuis 1991. Il atteint la classe exceptionnelle des professeurs en 2010. Il est également membre de l'équipe Simulation, Modélisation et Analyse de Systèmes Hétérogènes en mécanique (SMASH) de l'INRIA.
Il effectue sa recherche à Marseille au Laboratoire de Mécanique et d’Acoustique (LMA) UMR CNRS 7031. Il enseigne la thermodynamique et les écoulements diphasiques à Polytech Marseille. 
En 2004 il crée la société RS2N (Recherche Scientifique Simulation Numérique) spécialisée dans la simulation de problèmes complexes dans les domaines de l’Espace et de  la Défense.
Les travaux de Richard Saurel portent sur les écoulements multiphasiques et la combustion. Une de ses contributions principales porte sur l’élaboration de la théorie des interfaces numériquement diffuses, au travers de systèmes hyperboliques à relaxation raide:
Saurel, R., & Abgrall, R. (1999) A multiphase Godunov method for compressible multifluid and multiphase flows. Journal of Computational Physics, 150(2), 425-467
Saurel, R., Petitpas, F., & Berry, R. A. (2009) Simple and efficient relaxation methods for interfaces separating compressible fluids, cavitating flows and shocks in multiphase mixtures. Journal of Computational Physics, 228(5), 1678-1712
Saurel, R., Petitpas, F., & Abgrall, R. (2008) Modelling phase transition in metastable liquids: application to cavitating and flashing flows. Journal of Fluid Mechanics, 607, 313-350
Saurel, R., & Pantano, C. (2018) Diffuse-interface capturing methods for compressible two-phase flows. Annual Review of Fluid Mechanics, 50(1), 105-130
Voir aussi: 
Godunov, S. K., Zabrodin, A. V., Ivanov, M. I., Kraiko, A. N., & Prokopov, G. P. (1976) Numerical solution of multidimensional problems of gas dynamics. Moscow Izdatel Nauka
Kapila, A. K., Menikoff, R., Bdzil, J. B., Son, S. F., & Stewart, D. S. (2001) Two-phase modeling of deflagration-to-detonation transition in granular materials: Reduced equations. Physics of fluids, 13(10), 3002-3024
Toro, E. F. (2013) Riemann solvers and numerical methods for fluid dynamics: a practical introduction. Springer Science & Business Media
Les travaux de Richard Saurel ont fait l’objet de plusieurs récompenses et distinctions (prix Science et Défense, prix de l’Académie des Sciences, Institut Universitaire de France junior puis sénior, contrats de recherche à l’international, USA et Corée du Sud) . Ils sont aussi à l’origine des outils de simulation développés par RS2N.
Il a dirigé 29 thèses, publié plus de 110 articles dans des revues internationales, et a été invité dans 40 symposiums internationaux. Il est également éditeur associé de plusieurs revues  internationales (Progress in Computational Fluid Dynamics, Research in Applied Mathematics (Ed.Board), International Journal of Physical Research (Ed.Board), …).

## Distinctions
- Membre du conseil national des universités (1998)[6].
- Prix Science et Défense (2006)[7].
- Prix Edmond Brun de l'académie des Sciences (2010)[8].
- Membre de l'Institut Universitaire de France junior (2002-2007), sénior (2007-2018), honoraire depuis 2013[9]. Membre du jury d'admission des membres junior (2015)[10].